# DTRS
El DTRS (Digital Tape Recording System) fue el segundo formato MDM lanzado al mercado por Tascam, después del DA-88.
El DTRS, utilizando una Hi8 convencional, permite grabar hasta 8 pistas con una resolución de 16 bits o 24 bits, utilizando una frecuencia de muestreo de 44100 o de 48000 muestras por segundo.
La respuesta en frecuencia del DA-88 va de los 20 a 20000 Hz.
El rango dinámico está en los 90 dB.
La gran ventaja del DTRS es que se pueden conectar hasta 16 equipos DTRS en cadena, lo que permite grabar hasta 128 pistas (16x8).
El DTRS es un formato similar en casi todo al DA-88, pero el DA-88 permite menor número de pistas (máxime 4).